# Althepus lehi
Althepus lehi is een spinnensoort uit de familie Psilodercidae. De soort komt voor in Borneo.